# Ranunculus pachyrrhizus
Ranunculus pachyrrhizus är en ranunkelväxtart som beskrevs av Joseph Dalton Hooker. Ranunculus pachyrrhizus ingår i släktet ranunkler, och familjen ranunkelväxter. Inga underarter finns listade i Catalogue of Life.

## Bildgalleri